# Gan Jiang e Mo Ye
Gan Jiang (Mandarim:干將; pinyin Gān Jiàng) e Mo Ye (Mandarim: 莫邪; pinyin: Mò Yé) foram um casal de ferreiros, discutido na literatura envolvendo o período da Primavera e Outono da história chinesa. Alguns aspectos deste material podem ser considerados históricos; outros são certamente mitológicos. Um par de espadas foi forjado e recebeu o nome deles.

## História
De acordo com o texto histórico Wuyue Chunqiu, o rei Helü de Wu ordenou que Gan Jiang e Mo Ye forjassem um par de espadas para ele em três meses. No entanto, o alto-forno não conseguiu derreter o metal. Mo Ye sugeriu que havia qi humano insuficiente na fornalha, então o casal cortou seus cabelos e unhas e os jogou na fornalha, enquanto 300 crianças ajudaram a soprar ar no fole. Em outro relato, Mo Ye se sacrificou para aumentar o qi humano jogando-se na fornalha. O resultado desejado foi alcançado após três anos e as duas espadas receberam o nome do casal. Gan Jiang manteve a espada masculina, Ganjiang, para si e presenteou a espada feminina, Moye, ao rei. O rei já estava muito descontente pela demora,  e quando descobriu que Gan Jiang havia guardado a espada masculina, ele ficou furioso e mandou matá-lo.
Antes de sua morte, Gan Jiang já havia previsto a reação do rei, então ele deixou uma mensagem para Mo Ye e seu filho ainda não nascido, dizendo-lhes onde ele havia escondido a Espada Ganjiang. Vários meses depois, Mo Ye deu à luz o filho de Gan Jiang, Chi (赤), e anos depois ela contou a ele a história de seu pai. Chi estava ansioso para vingar seu pai e procurou a Espada Ganjiang. Ao mesmo tempo, o rei sonhou com um jovem que desejava matá-lo e, com medo, colocou a cabeça do jovem a prêmio. Chi ficou indignado e, cheio de angústia, começou a chorar no caminho para decretar sua vingança. Um assassino encontrou Chi, que contou-lhe a sua história. O assassino então sugeriu que Chi entregasse sua cabeça e espada, e o próprio assassino vingaria Ganjiang no lugar de Chi. Ele obedeceu e cometeu suicídio. O assassino se comoveu e decidiu ajudar Chi a cumprir sua missão.
O assassino cortou a cabeça de Chi e a trouxe, junto com a espada Ganjiang, para o rei radiante. O rei, entretanto, estava desconfortável com a cabeça de Chi olhando-o, então o assassino pediu ao rei para ferver a cabeça de Chi, mas ela ainda estava olhando para o rei mesmo depois de 40 dias sem nenhum sinal de decomposição, então o assassino disse ao rei que ele precisava olhar mais de perto e encará-la de volta para que a cabeça se decompusesse sob o poder do rei. Ele se inclinou sobre o caldeirão e o assassino aproveitou a oportunidade para decapitá-lo, sua cabeça caindo no caldeirão ao lado de Chi. O assassino então cortou a própria cabeça, que também caiu na água fervente. A carne das cabeças foi fervida de forma que nenhum dos guardas pudesse reconhecer qual cabeça pertencia a quem. Os guardas e vassalos decidiram que todos os três deveriam ser honrados como reis (com Chi e o assassino sendo tão corajosos e leais). As três cabeças foram finalmente enterradas juntas no condado de Yichun, Runan, Henan, e o túmulo é chamado de "Tumba dos Três Reis". 

## Registros históricos e legado
Os textos históricos Xunzi and Mozi do Período dos Estados Combatentes menciona a existência das espadas Ganjiang e Moye.
A biografia oficial de Zhang Hua no texto histórico Livro de Jin registra que as duas espadas reapareceram durante o início da Dinastia Jin. As espadas foram posteriormente enterradas em Yanping Ford (atualmente Yanping District, Nanping, Fujian). Um monumento para as espadas ainda está presente no distrito de Yanping.
O Monte Mogan no condado de Deqing, Zhejiang, foi nomeado em memória de Gan Jiang e Mo Ye.

## Na cultura popular
Em Fate/stay night, as espadas são representadas como um par de espadas casadas, com seus nomes traduzidos para o japonês (Kanshou, Ganjiang e Bakuya, Moye).